# Jean Mendy
Jean Mendy – senegalski piłkarz grający na pozycji obrońcy. W swojej karierze rozegrał 1 mecz w reprezentacji Senegalu.

## Kariera klubowa
W swojej karierze piłkarskiej Mendy grał w klubie ASC Diaraf.

## Kariera reprezentacyjna
W reprezentacji Senegalu Mendy zadebiutował 2 września 1998 w przegranym 0:2 towarzyskim meczu z Marokiem, rozegranym w Tangerze i był to jego jedyny mecz w kadrze narodowej. Wcześniej, w 1992 roku, powołano go do kadry na Puchar Narodów Afryki 1992. Na tym turnieju nie wystąpił ani razu.